# Ángel Arribas López
Ángel Arribas López (Madrid, 27 de novembre de 1993) és un jugador d'escacs espanyol, que té el títol de Gran Mestre des de 2014.
A la llista d'Elo de la FIDE del gener de 2020, hi tenia un Elo de 2444 punts, cosa que en feia el jugador número 56 (en actiu) de l'estat espanyol. El seu màxim Elo va ser de 2559 punts, a la llista d'agost de 2015.

## Resultats destacats en competició
El juliol de 2009 es proclamà a Granada campió d'Espanya sub-16, amb 8 punts de 9 (7 victòries, dues taules i cap derrota). L'agost de 2014 fou subcampió d'Espanya d'escacs ràpids amb 7½ punts de 9, mig punt per darrere del campió David Antón. L'abril de 2015, fou subcampió del 42è Obert d'escacs de La Roda, a Albacete, amb 7½ punts de 9, els mateixos punts que Julio Granda però amb pitjor desempat.